# Olympiaberg
Der Olympiaberg ist ein Schuttberg im Olympiapark in München. Als künstliche Erhebung in der ansonsten flachen Münchner Schotterebene hat der Berg mit einer Höhe von 565,1 m über NN eine deutliche Prominenz mit Aussichten unter anderem bis zu den Alpen und in das Olympiastadion.

## Geschichte und Beschreibung
Die Erhebung entstand ursprünglich von 1947 bis 1958 aus dem Schutt der Bombardements Münchens im Zweiten Weltkrieg und wird daher auch als „Großer Schuttberg“ bezeichnet (im Gegensatz zum Kleinen Schuttberg im Luitpoldpark). Sie wurde durch den Abraum der „Olympialinie“ U3 von 56 Meter auf 60 Meter erhöht und nach den Entwürfen des Landschaftsarchitekten Günther Grzimek bis 1972 als Teil des Olympiaparks neu modelliert. Ziel war es, eine Grünfläche zu schaffen, die für alle Bevölkerungsschichten zugänglich ist.
Auf dem Olympiaberg befinden sich zwei Gedenkstätten für die zivilen Luftkriegsopfer des Zweiten Weltkrieges: ein 1960 errichtetes Kruzifix südöstlich unterhalb des Gipfels und das 1972 errichtete Mahnmal „Schuttblume“.

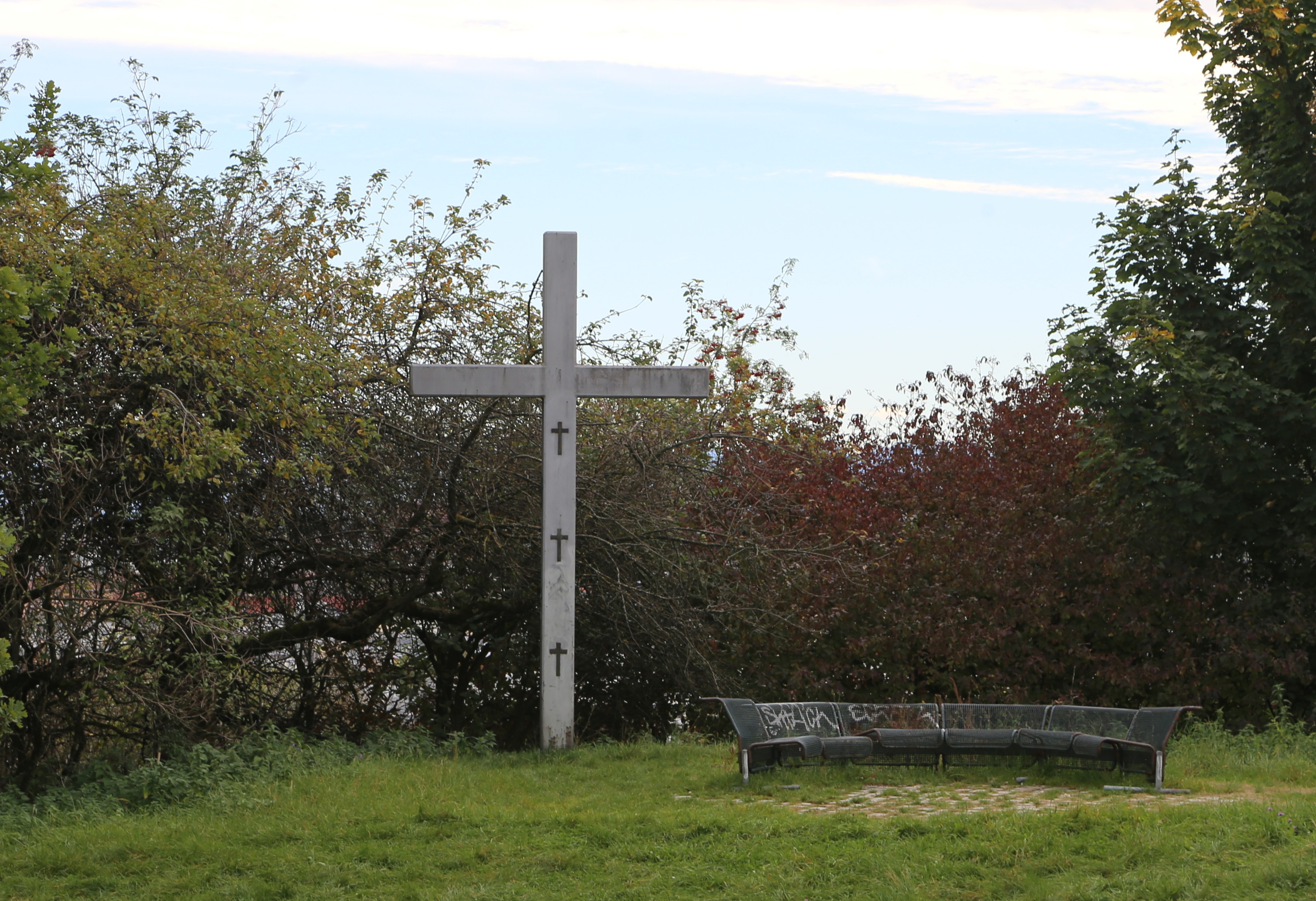
Gedenkkreuz für die zivilen Luftkriegsopfer des Zweiten Weltkrieges

## Sportveranstaltungen
Nachdem der Trümmerberg in den 1950er und 1960er Jahren schon zum Skifahren und für Skikurse genutzt worden war, fand 2011 zu Jahresbeginn auf dem Olympiaberg im Rahmen des Alpinen Skiweltcups ein City Event im Parallelslalom statt. Der Versuch, diesen Slalom regelmäßig stattfinden zu lassen, wurde – nachdem 3 von 5 Veranstaltungen wetterbedingt ausfielen – mit der Absage der für den 1. Januar 2016 vorgesehenen Veranstaltung aufgegeben.
2014 fand im November der Olympia-Alm Crosslauf statt. Der Name bezieht sich auf die Olympiaalm, Münchens höchstgelegenen Biergarten. Zudem fand immer wieder ein 24-Stunden-Mountain-Bike-Rennen auf dem Olympiaberg statt.
Während der European Championships 2022 fanden am Olympiaberg die Wettbewerbe im Mountainbike-Cross-Country statt.